# 野口正則
野口 正則（のぐち まさのり、1990年8月28日 - ）は、京都府出身の競輪選手。

## 来歴
奈良県立榛生昇陽高等学校時代の2008年、
- 第28回アジア自転車競技選手権大会・ジュニア部門 個人ロードレース 優勝
- GPリュエブリーラント ジュニア部門 総合3位

2009年、鹿屋体育大学に入学。
2010年
- 全日本アマチュア自転車競技選手権大会・23歳以下ロードレース 3位

2011年
- ユニバーシアード 個人ロードレース 4位

2012年12月20日、日本競輪学校第105回生徒入学試験に合格。競輪学校時代の在校競走成績は22位（9勝）。
2014年7月4日、豊橋競輪場でデビューし初勝利。後2日間も勝利し、デビュー場所で完全優勝。
2017年1月1日、2008年北京オリンピックでシンクロナイズドスイミングチームに出場した石黒由美子と結婚。